# إريك يوربس
إريك يوربس (بالسويدية: Erik Jorpes)‏ كان باحثا فنلنديا-سويديا في مجال الطب. ولد في 15 تموز 1894 في كوكار، أولاند في فنلندا وتوفي في 10 تموز 1973 في كنيسة أدولف فريدريك في محافظة ستوكهولم في السويد.

## السيرة الذاتية
درس إريك يوربس في جامعة هلسنكي وشارك في الحرب الأهلية الفنلندية إلى الجانب الأحمر، ضمن في النظام الصحي. انتقل في أواخر صيف عام 1918 إلى الاتحاد السوفياتي مع تأسيس الحزب الشيوعي الفنلندي. ثم انتقل إلى السويد، حيث أصبح طالب دراسات عليا عند إينار هامارستن ودرس الدكتوراه في عام 1928 في معهد كارولنسكا، وقد كانت أطروحة الدكتوراه عن الأحماض النووية. كان إريك يوربس أستاذا في الكيمياء الطبية في معهد كارولينسكا للفترة من 1947 إلى 1963.
درس إريك يوربس في بنية الهيبارين في عقد الثلاثينات ودرس دوره في عملية تجلط الدم، وقد نشرت نتائج دراسته الرائدة في عام 1935. وهكذا أصبح الرجل وراء وجود الهيبارين على شكل دواء يستخدم لعلاج اضطرابات تخثر الدم. وفي عام 1936، أطلقت شركة فيتروم السويدية دواء الهيبارين المستخدم عن طريق الوريد بناء على اكتشافات إريك يوربس.
في عام 1945، انتخب إريك يوربس عضوا في الأكاديمية الملكية السويدية للعلوم. كما حصل على الجائزة الكبرى للمعهد الملكي للتكنولوجيا [السويدية] في عام 1950 وكان على الدكتوراه الفخرية من جامعة أوبو أكاديمي.
كما نشرت عدة كتابات السيرة الذاتية والتاريخية في الكيمياء عن يونس ياكوب بيرسيليوس.